# Survivor Series (2012)
Survivor Series 2012 a fost ce-a de-a douăzecișișasea ediție a pay-per-view-ului anual Survivor Series organizat de World Wrestling Entertainment. A avut loc pe data de 18 noiembrie 2012 în arena Bankers Life Fieldhouse din Indianapolis, Indiana.

## Rezultate
- Dark match: 3MB (Heath Slater & Jinder Mahal) i-au învins pe Team Co-Bro (Santino Marella & Zack Ryder) (06:11)
  - Mahal l-a numărat pe Marella după un «Full Nelson Slam».
- Brodus Clay, Justin Gabriel, Rey Mysterio, Sin Cara și Tyson Kidd i-au învins pe The Prime Time Players (Darren Young & Titus O'Neil), Primo & Epico și Tensai (18:27)
  - Mysterio l-a eliminat pe Young după un «Diving Splash».
- Eve Torres (c) a învins-o pe Kaitlyn păstrându-și campionatul WWE Divas Championship (07:01)
  - Eve a numărato pe Kaitlyn după un «The Heartbreaker».
- Antonio Cesaro (c) l-a învins pe R-Truth pătrându-și campionatul WWE United States Championship (06:57) 
  - Cesaro l-a numărat pe Truth după un «Neutralizer».
- Sheamus l-a învins pe Big Show (c) prin descalificare pentru campionatul WWE World Heavyweight Championship (14:44)
  - Show a fost descalificat după ce a împins arbitrul în «Brogue Kick» lui Sheamus, păstrând campionatul
- Team Ziggler (Alberto Del Rio, Damien Sandow, David Otunga, Dolph Ziggler și Wade Barrett) a învins Team Foley (Daniel Bryan, Kane, Kofi Kingston, The Miz și Randy Orton) într-un 5-on-5 Survivor Series elimination match (23:43)
  - Barrett l-a eliminat pe Orton după un «Wasteland».
- CM Punk (c) (însoțit de Paul Heyman) l-a învins pe John Cena și Ryback păstrându-și campionatul WWE Championship (17:58)
  - Punk l-a numărat pe Cena după un «Shell Shocked» a lui Ryback.
  - În timpul meciului, The Shield l-au atacat pe Ryback cu un «Triple Powerbomb».